# Stadion Louisa Eyera w Silistrze
Stadion Louisa Eyera – wielofunkcyjny stadion w Silistrze, w Bułgarii. Obiekt może pomieścić 12 000 widzów. Swoje spotkania rozgrywają na nim piłkarze klubu Dorostoł Silistra.